# Post-hardcore
Post-hardcore är en musikgenre som är en vidareutveckling av hardcore.
Musikstilen bildades under mitten av 1980-talet, i samband med Revolution Summer. Till skillnad från traditionell hardcore var inte syftet att spela hårt och snabbt. Genren är däremot specificerad på exakta rytmer och ett högt gitarrljud, blandat med en mix av sång och scream.
Fansen klär sig ibland i klädstilen fashioncore. Dock kan det diskuteras om den typ av modern post-hardcore som är vanlig i de kretsarna verkligen är äkta post-hardcore. 

## Band
- Adept
- Alesana
- Alexisonfire
- Asking Alexandria
- A Static Lullaby
- Attack Over Grace
- Black Veil Brides
- Blessthefall
- Coldrain
- Emery
- Escape the fate
- Enter Shikari
- From First To Last
- Falling in Reverse
- Fugazi
- Funeral for a Friend
- Greeley Estates
- Hawthorne Heights
- Her Bright Skies
- Hot Water Music
- I Set My Friends On Fire
- Leathermouth
- Memphis May Fire
- Minutemen
- Pierce the Veil
- Scary Kids Scaring Kids
- Urma Sellinger
- Senses Fail
- Silverstein
- Sleeping with Sirens
- Taking Back Sunday
- Billy Talent
- 30 Seconds to Mars
- 36 Crazyfists
- Underoath
- The Used
- Waiting for Sunset